# Ahmed Zewail
Ahmed Hassan Zewail (arabe : أحمد زويل), né le 26 février 1946 à Damanhur et mort le 2 août 2016 à Pasadena, est un chimiste et universitaire égyptien travaillant aux États-Unis. Il est lauréat du prix Nobel de chimie en 1999 « pour ses études des états de transition d'une réaction chimique à l'aide de la spectroscopie à la femtoseconde ».

## Biographie
Ahmed Zewail étudie la chimie à l'université d'Alexandrie où il obtient sa licence puis un master en spectroscopie, puis a poursuivi un doctorat à l'université de Pennsylvanie en 1973 avant d'être chercheur post-doctoral à Berkeley, puis d'être nommé en 1976 professeur de chimie et de physique au California Institute of Technology (CalTech), et occupe la chaire Linus Pauling depuis 1990 où il dirige le laboratoire pour les sciences moléculaires et le Centre de recherche multidisciplinaire fondé à CalTech par la Fondation nationale pour la science (NSF) autour de l'étude des processus moléculaires fondamentaux intervenant dans les systèmes moléculaires complexes. 
Professeur invité dans plusieurs universités d'Amérique du Nord, d'Europe, d'Asie et du Proche-Orient, il est professeur émérite à l'université des Nations unies. Il est également membre de l'Académie nationale des sciences, de la Société américaine de philosophie, de l'Académie pontificale des sciences, de l'Academia Europaea et de l'Académie arabe des sciences, technologies et transport maritime. Il est également associé étranger de la Royal Society (1998), de la British Academy, de l’Académie des sciences de Russie, de l'Académie royale des sciences de Suède, de l'Académie des sciences (France), de l'Académie tunisienne des sciences, des lettres et des arts et de l'Académie des sciences de la Malaisie.

## Travaux
Ahmed Zewail est le premier à avoir montré comment l’étude des réactions chimiques pouvait être réalisée grâce à des flashs lasers extrêmement brefs (picosecondes puis femtosecondes), à l'aide d'un laser décrit comme « l'appareil photo le plus rapide du monde ». Le chercheur a réussi à montrer comment se faisaient les liaisons chimiques à l'échelle de quelques femtosecondes, soit un millionième de milliardième de seconde. L'appareil mis au point permet de voir les mouvements des électrons formant les liaisons chimiques, ce qui ouvre la possibilité de comprendre leur comportement et potentiellement de contrôler le résultat de leurs réactions.

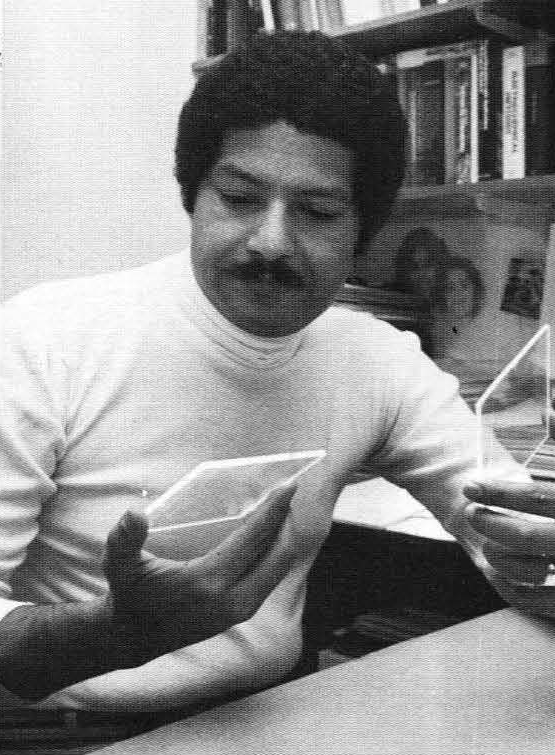
Ahmed Zewail en 1986.

Le principe qu’il a développé consiste à soumettre un milieu chimique à deux flashs successifs : le premier génère la réaction, le second permet d’analyser par spectroscopie les composés chimiques.
Par ses découvertes, Ahmed Zewail a permis d'ouvrir de nouvelles perspectives en chimie, en biologie et en pharmacologie pour la mise au point de réactions chimiques et biochimiques plus performantes et plus sélectives, avec les conséquences que cela implique tant pour la synthèse chimique que pour la santé humaine.
Ses recherches ont ensuite été consacrées à l'étude aux échelles femto à nanosecondes du couplage électronique et de la dynamique atomique et moléculaire au cours des actes chimiques élémentaires qui sont mis en jeu lors de plusieurs réactions fondamentales en chimie et en biologie, ou qui contrôlent la communication électronique à longue distance dans les supramolécules chimiques et biologiques comme l'ADN.

## Distinctions

### Prix Récompenses

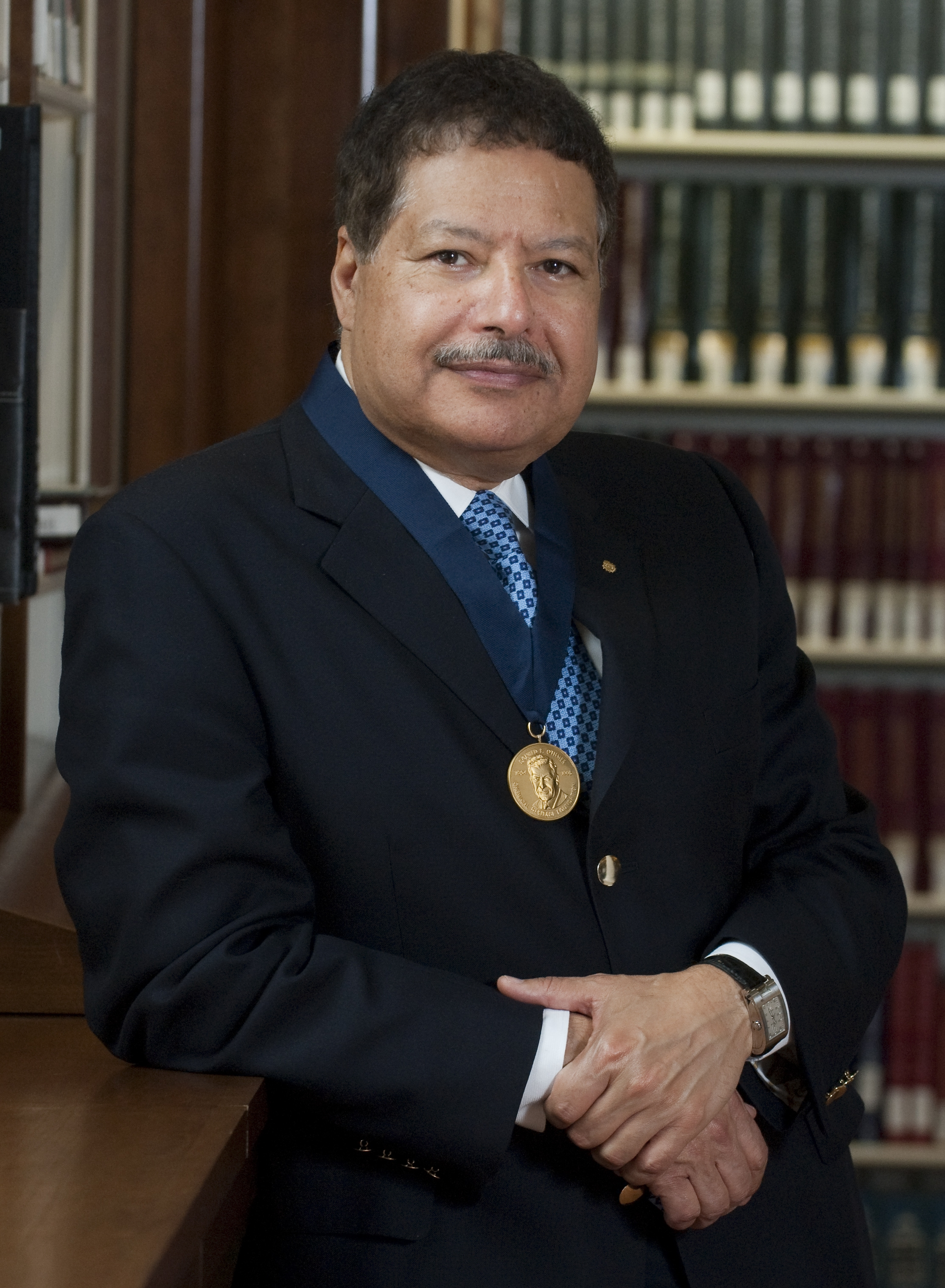
Ahmed Zewail décoré de la médaille d'or Othmer (2009).

Ahmed Zewail a reçu plus de 100 prix et récompenses.
Outre le prix Nobel de chimie en 1999, ses travaux décisifs lui ont valu de nombreuses distinctions prestigieuses dont le prix international du roi Fayçal (en) en 1989, le prix Wolf en 1993, la médaille du Collège de France en 1995, le prix Peter Debye et le NAS Award in Chemical Sciences en 1996, le prix Robert A. Welch (en) en 1997, le prix Robert A. Welch en 1997, la médaille Benjamin-Franklin, le prix Lawrence et la médaille William-H.-Nichols en 1998, le prix Röntgen en 1999, la médaille de l'Institut du monde arabe en 2000, le prix Albert-Einstein en 2006, la médaille d'or Othmer en 2009, le prix de l'American Chemical Society en 2010, la médaille Davy en 2011 et la médaille Priestley en 2011. Enfin, une série de timbres-poste ont été émis à son effigie par la poste nationale égyptienne en reconnaissance pour l'ensemble de sa production académique et scientifique,.

### Docteurhonoris causa
Docteur honoris causa de plusieurs universités à travers le monde, dont : l'université Yale, l'université d'Oxford, l'université de Cambridge, l'université de Glasgow, l'université de Pennsylvanie, l'université de Rome « La Sapienza », l'université complutense de Madrid, l'université de Lausanne, l'université de Louvain, l'université de Lund, l'université de Jordanie et l'université américaine du Caire.

## Décorations

### Décorations égyptiennes
- Grand collier de l'ordre du Nil (1999)[15]
- Grand cordon de l'ordre de la République égyptienne
- Grand-croix de l'ordre du Mérite civil (1995)[15]

### Décorations étrangères
- Grand officier de l'ordre de Zayed ( Émirats arabes unis)[14]
- Chevalier de la Légion d'honneur ( France)[16]
- Officier de l'ordre national du Mérite ( France)[15]

- Grand cordon de l’ordre du Cèdre du Liban ( Liban)[14]
- Grand officier de l’ordre des Deux Nils ( Soudan)[14]
- Commandeur de l'ordre de la République ( Tunisie)[14]

## Publications

### Livres scientifiques
- Advances in Laser Spectroscopy I, ed. A. H. Zewail, SPIE, Bellingham, 1977
- Advances in Laser Chemistry, ed. A. H. Zewail, Springer-Verlag, Berlin-Heidelberg, 1978
- Photochemistry and Photobiology, Vols. 1 et 2, ed. A. H. Zewail, Harwood Academic, Londres, 1983
- Ultrafast Phenomena VII, eds. C. B. Harris, E. P. Ippen, G. A. Mourou et A. H. Zewail, Springer-Verlag, Berlin-Heidelberg, 1990
- The Chemical Bond: Structure and Dynamics, ed. A. H. Zewail, Academic Press, Boston, 1992
- Ultrafast Phenomena VIII, eds. J.-L. Martin, A. Migus, G. A. Mourou, et A. H. Zewail, Springer-Verlag, Berlin-Heidelberg, 1993
- Ultrafast Phenomena IX, eds.
- Femtochemistry: Ultrafast Dynamics of the Chemical Bond Vol. I, A. H. Zewail, World Scientific, 1994
- Femtochemistry: Ultrafast Dynamics of the Chemical Bond Vol.II, A. H. Zewail, World Scientific, 1994
- Physical Biology: From Atoms to Medicine, ed. A. H. Zewail, Imperial College Press, London, 2008
- 4D Electron Microscopy, ed. A. H. Zewail, Imperial College Press, London, 2009
- International Advisory Board for Encyclopedia of Analytical Chemistry (1999–2014)
- 4D Visualization of Matter: Recent Collected Works of Ahmed H Zewail, Nobel Laureate, Imperial College Press, London, 2014

### Autobiographies
- Voyage Through Time: Walks of Life to the Nobel Prize, New York - Le Caire, The American University in Cairo Press, 2002.
- (ar) L'âge de la Science (عصر العلم), Le Caire, 2005.
- (ar) Le Temps (الزمن), Le Caire, 2007.
- (ar) Dialogue des civilisations (حوار الحضارات), Le Caire, 2007.
- Parcours d'un prix Nobel, Paris, ENS, 2017.